# Sorikmarapi
El Sorikmarapi és un estratovolcà cobert per la vegetació de l'illa de Sumatra, Indonèsia. El cim s'eleva fins als 2.145 msnm i té un cràter de 600 metres d'amplada on hi ha un llac, així com alguns dipòsits de sofre. Un petit cràter paràsit, anomenat Danau Merah, es troba al flanc sud-est superior de la muntanya i diversos camps de fumaroles es troben al flanc oriental. Durant els segles xix i xx es van produir petites erupcions freàtiques.
El 2021 l'empresa xinesa Kaishan Compressor va patir un accident en un projecte geotèrmic al volcà que va causar la mort de 5 persones per la fuita de sulfur d'hidrogen.